# Pro Tools
Pro Tools es una estación de trabajo de audio digital o DAW (Digital Audio Workstation), plataforma de grabación, edición y mezcla multipista de audio y midi, que integra hardware y software. Es considerado un estándar de grabación, edición y mezcla en estudios profesionales y postproducción, usado mundialmente. Su alternativa libre más popular es Ardour o Audacity.
Puede funcionar como software independiente con la tarjeta de sonido que se desee, u operar usando conversores externos y tarjetas de audio internas PCI, PCI-X o PCIe, ya estén equipadas con chips DSP o no (en el caso de la serie Native). También existe una versión externa de la serie Native que se conecta mediante una conexión Thunderbolt.
La empresa Avid (anteriormente bajo la denominación de DIGIDESIGN) es la que lo desarrolla. Además, elabora algunos de los mejores softwares y hardware de audio del mercado, por lo que su calidad y sólida fiabilidad son ampliamente reconocidos. Esto ha llevado a este potente software de producción musical y postproducción audiovisual a convertirse en uno de los referentes de esta industria.
El estigma de Pro Tools era que solo podía usarse con un hardware específico, y no admitía otras marcas, pero desde la versión 7 y tras la adquisición de M-audio por parte de Avid, se abrió el código del software para poder ser utilizado con interfaces de audio de la empresa M-Audio (anteriormente Midiman). Actualmente, desde la versión 9, admite hardware de cualquier marca, siempre y cuando maneje el driver de tipo ASIO para los ordenadores de Microsoft y el driver CORE AUDIO para los Macintosh; así mismo, el resto de componentes de ambos ordenadores también tienen que ser compatibles. Para ello, podemos encontrar un listado de compatibilidades técnicas en la misma página web de AVID.

## Historia
En el año 1989 se lanza "sound tools" para plataforma Apple Macintosh. La compañía se refiere a este como el primer estudio de grabación "Tapeless" (Sin cinta).
Solo grababa 2 pistas con calidad de CD y funcionaba en un computador Macintosh. Pero no es hasta que Digidesign lanza Pro-Tools III (1994) que se establece como líder absoluto, convirtiéndose en el sistema más poderoso creado hasta la fecha de un sistema de grabación de sonido a disco duro.
En 1991 aparece el primer sistema "multi-track", marcando un gran avance en el audio digital y que rápidamente se transforma en la más popular estación de trabajo para producción de TV, música y películas por su integrado diseño entre el software y el hardware.
Este podía grabar de 16 a 42 pistas y era posible conectar de 8 a 64 canales físicos, según el tipo de interfaz. Además, poseía un mezclador y procesaba el audio mediante aplicaciones llamadas Plug-Ins, entre los cuales encontramos: compresores y efectos como delays, limitadores, vocoders, emuladores de sintetizadores clásicos, samplers virtuales, etc.
Para que funcione correctamente Pro-Tools III, se necesitaba un computador Macintosh con una ranura llamada "NuBus", la que al cabo de unos años se transformó en los puertos PCI, SCSI, y ahora último USB y Firewire. Así Pro-Tools III, en su sistema más sencillo era el Software en sí y además la tarjeta llamada Disk I/O, la cual era insertada en el computador y se conectaba a su vez a la interfaz de audio, que era la que permitía conectar las entradas y salidas de audio para poder grabar y monitorear.
Estas Interfaces de Audio eran las 888 y 882 de Digidesign y sus diferencias eran básicamente sus tipos de conectores: la primera poseía 8 entradas y salidas con conectores balanceados XLR o Canon, mientras que la 882 poseía 8 entradas y 8 salidas balanceadas con conectores 1/4 plug.
Los requerimientos del computador para que funcionase Pro-Tools III, eran: Computador Macintosh, con Interfase o ranura Nubus o PCI, procesador de 120 MHz, Memoria Ram mínimo de 16 MB, Sistema Operativo 7.1 o superior, un Monitor, y además era recomendable un disco duro externo.
En un comienzo, ¿Por qué Digidesign se basó en trabajar solo con Macintosh, a pesar de que en ese momento era más popular la PC ?. La razón de esto fue porque la marca Apple siempre ha fabricado equipos como un todo, es decir, para el modelo "Quadra 950" -por nombrar alguno- estaba todo integrado ya de fábrica: su tarjeta de sonido, el procesador, la memoria RAM, eran productos desarrollados por Apple para sus propios computadores. Además la gran estabilidad de su sistema operativo con interfaz gráfica (GUI) desarrollado por la misma Apple (Mac OS), el cual no tenía la tendencia a bloquearse. De esta forma no existían problemas de compatibilidad entre todos los componentes que conforman esta estación de trabajo, debido a una administración monolítica del diseño.
Se puede destacar la versión Pro Tools 7.4, que ofrece numerosas funciones musicales y de postproducción nuevas, así como mejoras en el flujo de trabajo para los usuarios de Pro Tools|HD®, Pro Tools LE® y Pro Tools M-PoweredTM.
La novedad más destacada es una nueva y potente función de composición y producción musical llamada Elastic Time, la cual te permite por ejemplo cuantificar audio casi como si fueran datos MIDI. El software también mejora la compatibilidad con redes de almacenamiento compartido Avid Unity ISISTM y un nuevo soporte para flujos de trabajo con vídeo de alta definición.
Hay que tener en cuenta que Pro-Tools no es solo el software, sino que además requiere de una Interfaz (Hardware) para conectar entradas y salidas de audio y conectores MIDI entre otros. Mucha gente se instala el Software de Pro-Tools anterior a la versión 9 y se percata que no puede hacerlo funcionar, debido a que se requiere algún tipo de Interfaz de la casa AVID o DIGIDESIGN compatible con dicha versión.
Con la versión 9, la cual contiene una completa colección de plug-ins incluidos (efectos para mezclar y masterizar, así como una completa colección de instrumentos virtuales, incluyendo pianos, sintetizadores, cajas de ritmos, órganos electrónicos y mucho más), el programa fue abierto para que se pudiese trabajar con tarjetas de sonido de cualquier marca (incluso sin tener una), dando así un gran paso para que no solo los estudios profesionales y de proyectos, sino que también los usuarios aficionados, puedan trabajar con él, y disfrutar de las ventajas que ofrece esta gran plataforma de producción de audio profesional.
Pro-Tools, como también una gran cantidad de Software de grabación de audio, funciona perfectamente tanto para un músico aficionado como para uno profesional. Simplemente se debe disponer de un ordenador compatible con la versión del software Pro Tools que se quiera instalar, encontrando dichas características del ordenador en su página web.

## Interfaz
La mayoría de las funciones básicas de Pro Tools se controlan desde sus ventanas Edit (orientada a editar) y Mix (orientada a mezclar). La edición en la ventana Edit será realizada con edición no lineal y no destructiva. La ventana de Mix muestra los canales y permite el ajusta de volumen y panorama así como la inserción de plugins o ruteo a las diferentes entradas y salidas. 
Desde Pro Tools 8 se añadió una ventana de edición MIDI que permite manipular la información MIDI en una vista estilo piano o partitura. 
Los efectos de tiempo real y los instrumentos virtuales en Pro Tools son realizados a través de plugins, pueden ser procesados por los chips DSP de las tarjetas en el caso de los TDM y AAX DSP o por procesamiento interno del ordenador en el caso de los RTAS (Real Time AudioSuite). Además, existe una serie de plugins que no son ejecutados en tiempo real: AudioSuite.

## Sistemas

### Pro Tools LE (Descatalogado)
Servia de versión reducida y de menor precio que su contrapartida HD. Los sistemas Pro Tools LE poseían una protección basada en uso de una interfaz de hardware especial de Digidesign.
La mayoría de las interfaces MBox se conectan por USB. Todas tienen salida estéreo e incluyen un número de entradas de línea y micrófono. La línea 002/003 usa conexión por FireWire y tiene mayor número de entradas y salidas. Eleven Rack además incluye un procesamiento DSP interno para la emulación de amplificadores y efectos de guitarra que permite no sobrecargar el ordenador.
Pro Tools LE tiene gran parecido con Pro Tools HD, pero tiene menor capacidad de pistas de audio y menor rango de frecuencia de muestreo. Además de carecer de otras características de serie que se podían adquirir bajo los paquetes de ampliación "DV Toolkit", "Music Production Toolkit" y "Complete Production Toolkit".
Usaban el hardware:
- Familias Digi 001, 002 y 003
- Familias Mbox

### Pro Tools M-Powered
M-Audio fue adquirida por Avid Technology en 2004–2005, fue entonces cuando Digidesign sacó una versión especial para hardware M-Audio basada en Pro Tools LE. Pro Tools M-Powered usa llave iLok como método de protección de copia.
Interfaces M-Audio:
- Audiophile Series
- Delta Series
- Fast Track Series
- FireWire 1814
- FireWire 410
- FireWire Solo
- Black Box
- Ozone
- MobilePre USB
- Ozonic
- ProjectMix I/O
- NRV10

Interfaces Mackie Onix-i (desde la v8):
- Onyx 820i
- Onyx 1220i
- Onyx 1620i
- Onyx 1640i

### Pro Tools M-Powered Essential
Versión reducida del sistema M-Powered. Orientado al mercado de principiantes, ofrece una gran limitación con solo 16 pistas así como no permite usar plugins de otras empresas.

### Pro Tools SE
Pro Tools SE es una versión reducida de lo que solía ser Pro Tools LE. Se incluye en tres paquetes con hardware orientados a guitarristas, teclistas y vocalistas. También se incluye con la tarjeta M-Audio Fast Track y MobilePre USB series (excepto las "Ultra"). No se puede actualizar de la versión SE a la completa.

### Pro Tools Express
Pro Tools Express es similar a la versión SE pero para hardware Mbox (actual). Dependiendo del tipo de Mbox permite mayor o menor frecuencias de muestreo. Puede actualizarse a la versión completa.

### Pro Tools 9
En noviembre de 2010, Pro Tools HD and LE se fusionaron en un paquete independiente de hardware. A partir de entonces deja de necesitar hardware específico y se puede ejecutar con cualquier tarjeta ASIO en Windows y COREAUDIO en Mac, y solo precisará de la licencia en la llave iLok para ejecutarse.
Dependiendo de la licencia y del hardware, se ejecutará como HD con todas sus opciones o como 9 "normal" con determinados límites. Los usuarios que no tengan HD pueden obtener sus funcionalidades con el paquete de expansión "Complete Production Toolkit 2". Los plugins que requieran procesado por parte de las tarjetas DSP no funcionarán sin ellas y la versión HD.

### Sistemas Pro Tools|HD
Los sistemas Pro Tools|HD son la línea profesional de alta gama. Utilizan procesadores con chips DSP dedicados que realizan muchas de las tareas de procesado en conjunción con interfaces montadas en rack que pueden gestionar las entradas y salidas de audio, así como el MIDI o la sincronía entre dispositivos. Las tarjetas DSP son conectadas a las interfaces mediante un cable de tecnología propietaria llamado "DigiLink". Mientras que las tarjetas son manufacturadas por Avid, las interfaces pueden ser de distintos fabricantes que soporten los conectores DigiLink.
En un sistema HD, se precisa de una tarjeta "HD Core PCI" o "Accel Core PCIe" creando lo que llama un sistema "HD 1"; mediante la ampliación de una o dos tarjetas adicionales "Accel" el sistema se denomina "HD 2" o "HD 3" respectivamente. Esto incrementa la capacidad de procesamiento del sistema, permitiendo mayor número de pistas y plugins. Existe un producto denominado 'Expansion HD chasis' que consiste en un chasis externo que permite crear un sistema de hasta un total de 7 tarjetas DSP.
Las tarjetas Pro Tools HD contienen una combinación total de 9 chips DSP de la familia 56k de Motorola. Algunos chips gestionan las entradas, salidas y reproducción, mientras otros realizan las distintas tareas de mezcla y procesado de señal. 
El 6 de octubre de 2010, Avid saca al mercado Pro Tools HD Native, una tarjeta PCIe de precio menor a las HD sin chips DSP diseñada para trabajar con el software Pro Tools HD y el hardware externo de los sistemas HD.
El 4 de noviembre de 2010, Avid presentó Pro Tools 9, que presenta una nueva característica para los sistemas HD llamado HEAT (Harmonically Enhanced Algorithm Technology): un algoritmo para crear mejoras armónicas aplicado directamente a la salida principal.
Hardware:
- HD 1/2/3 Core Systems (PCI)
- HD 1/2/3 Accel Systems (PCI-e)
- Expansion|HD Chassis

### Sistemas Pro Tools|HDX
En octubre de 2011, Avid presentó la nueva versión de sus tarjetas con aceleración por DSP además del software Pro Tools 10. Esta nueva generación de tarjetas permite un mayor número de pistas, más rango dinámico y una potencia DSP 5 veces mayor que su predecesora. Junto con esta presentación, Avid anunció que Pro Tools 10 sería el último en soportar las tarjetas HD anteriores así como la tecnología TDM. 
Pasan de 9 a 18 la cantidad de DSP y de 200 a 350Mhz cada uno. Así mismo, la latencia baja de 0.96ms a 0.7ms
También se presentó la tecnología de plugins AAX que comprende dos variantes: AAX DSP cuyo procesado recae en las tarjetas HDX y AAX Native cuyo procesado recae directamente en los procesadores del ordenador. Pro Tools|HDX además mejora la latencia y permite mayores y más complejas producciones.

### Pro Tools 10
Pro Tools 10 nos ha traído una nueva versión que será la última en soportar tanto la arquitectura en RTAS como TDM y será sustituida por AAX (Native y DSP). 
La versión no-HD cuenta con un máximo de 96/48/24 pistas (48/96/192 kHz) mientras que la HD 256/128/64 pistas (con 3 tarjetas hasta 768/384/192). 
Se ha incrementado de 24bits a 32bits (de coma flotante) el procesamiento de la señal y dotado de 16.000 muestras la compensación de latencia. Para desbloquear algunas de las características en los no-HD hace falta adquirir el paquete de expansión "Complete Production Toolkit".
Las regiones han evolucionado a Clips que pueden tener ajustes (volúmenes por ejemplo) en la misma región en vez de con el fader del canal o plugins. Además de implementarse la caché a RAM a través de "Disk Cache". Junto con las tarjetas HDX, el procesamiento de mezcla pasa de los 24 a los 64-bit (de coma flotante).

### Pro Tools 12
Pro Tools 12 nos ha traído una nueva versión con la arquitectura AAX (Native y DSP) reemplazando a los RTAS.

## Superficies de control

### Command|8
Superficie de control pequeña con 8 faders. Posee entrada y salida de audio (estéreo) así como entradas y salidas midi.
Se puede considerar el abuelo de las series 002/003.

### ProControl
Antigua superficie de control, una versión HD de la Command|8 con, también, 8 faders. Dedicada al entorno HD con muchas funcionalidades para acelerar los procesos de trabajo.

### Control|24
Superficie de control de 24 canales con fader, con 16 preamplificadores de micrófono integrados de la marca Focusrite, clase A.
Además incluye una gran variedad de entradas y salidas así como submixer. Si unimos la respuesta táctil que permiten los controles, conmutadores y atenuadores de una consola tradicional a la innovadora serie de funciones de Pro Tools, Control 24 es ya un exclusivo y potente entorno de grabación, edición y mezclas de audio y MIDI. Necesitará hasta siete arneses de cableado D-Sub de 25 patillas para acceder a todas las entradas y salidas digitales disponibles en Control 24.Control 24 se comunica con Pro Tools a través de Ethernet. Esta conexión usa un conector estándar RJ45, conector 10Base-T. Deja de ser compatible desde la versión 11 de Pro Tools, provocando el descontento de los usuarios generando el hilo más largo del foro oficial Avid Pro Audio. 

### C|24
Nueva versión de la Control|24, con rediseño más compacto. También cambia los componentes internos como los previos de microfonía.
Requiere PT|HD 7.3.2, PT LE 7.4 o PT9 (o superiores).

### ICON
Se trata una familia de sistemas de control avanzados. La superficie de control no tiene entradas ni salidas de audio, ni procesamiento del mismo. Va acompañado de un rack denominado "XMON" para controlar óptimamente las salidas del sistema completo.
Precisan de un sistema equipado con tarjetas DSP. Por su gran flexibilidad a la hora de operar con ella, son una de las joyas de la marca.
Se pueden expandir y existen 2 modelos.
D-Control

Se trata de la más completa, su configuración va de 16 a 80 faders (en ampliaciones de 16 canales). 
Cada canal lleva asociados 6 codificadores rotatorios sensibles al tacto además de múltiples botones para asignaciones.
D-Command

Se trata de la versión compacta, su configuración va de los 16 a los 40 faders. Los codificadores rotatorios se ven reducidos a 2.

### Artist Series
Tras la compra de Euphonix en 2010, estos modelos se añadieron al catálogo de Avid:
- Artist Color - Orientado a corrección de color para video.
- Artist Control - Mezcla de audio y video con 8 faders y pantalla táctil configurable, así como 12 botones de acceso rápido.
- Artist Mix - Controlador con 8 faders y 8 codificadores rotatorios, cada canal posee una pantalla para indicar el contenido del mismo.
- Artist Transport - Controlador de transporte orientado a postproducción.

### Familia System 5
Comprende las consolas de gran tamaño, con entradas y salidas y procesamiento interno de la marca Euphonix que entraron a formar parte del catálogo de Avid.
Incluye los modelos: System 5, S5 Fusion, System 5B, System 5-MC y MC Pro.

### Familia VENUE
Se trata de la familia de consolas para sonido en vivo/directo. Su sistema es especial y lo único relacionable con Pro Tools es que comparte algunos de sus plugins (junto con sus preferencias, etc) y puede sincronizarse fácilmente con otro ordenador con una sesión en Pro Tools.
Se compone de los modelos (de mayor a menor): D-Show, Profile, Mix Rack y SC48.

## Conversores y otro hardware
Avid también desarrolla y fabrica hardware externo orientado a su gama HD: interfaces de entradas y salidas, previos de microfonia, midi, conversores, etc. Algunos ejemplos clásicos son:
- 192 I/O (entradas: 8 análogas + 8 digitales; salidas: 8 análogas + 8 digitales; interfaces de 44.1, 48, 88.2, 96, 176.4, 192 kHz)
- 192 Digital I/O (16 entradas digitales; 16 salidas digitales; interfaces de 44.1, 48, 88.2, 96, 176.4, 192 kHz)
- 96 I/O (8 análogo + 8 digital input; 8 análogo + 8 digital output; interfaces de 44.1, 48, 88.2, 96 kHz interfaz)
- 96i I/O (16 entradas análogas; 2 salidas análogas; interfaces de 44.1, 48, 88.2, 96 kHz)
- SYNC I/O (Time Code Sincronizador)
- MIDI I/O (10 entradas y 10 salidas, interfaz midi)

Actualmente su gama a la venta se comprende de:
- HD I/O - 3 configuraciones:

1. 16 entradas y salidas analógicas con 2 entradas/salidas AES/EBU así como 8 entradas digitales ADAT.
2. 8 entradas y salidas analógicas con 10 entradas/salidas AES/EBU así como 16 entradas digitales ADAT.
3. Sin entradas y salidas analógicas con 18 entradas/salidas AES/EBU así como 24 entradas digitales ADAT.

- HD MADI - Envía y recibe hasta 64 canales de audio digital a través del protocolo MADI (permite usar MADI a través de cable óptico o coaxial).
- SYNC HD - Interfaz de sincronización.
- HD OMNI - Interfaz multiuso con 4 entradas (2 simultáneas) y 8 salidas analógicas, 8 salidas AES/EBU, 2 entradas y salidas spdif y 8 canales de entrada y salida adat. También incluye una salida dedicada a cascos.
- PRE - 8 canales de previo de micrófono

## Línea de tiempo de Pro Tools
- 1989: Sound Tools - sistema de grabación y edición estéreo.
- 1991: Pro Tools - original, software ProDECK y ProEDIT, midi, 4 voces, automatización de consola.
- 1992: Pro Tools 1.1 - añadido soporte hasta 4 tarjetas/interfaces para 4-16 voces.
- 1994: Pro Tools III - 16-48 voces.
- 1997: Pro Tools|24 - soporta audio de 24-bit, 32-64 voces.
- 1997: Pro Tools 4.0 - Edición destructiva, AudioSuite.
- 1998: Pro Tools|MIX y MIXplus - 64 voces, DSP expandido
- 1998: ProControl - primera superficie de control dedicada para Pro Tools.
- 1998: Pro Tools 5.0 - integración de secuenciación MIDI.
- 1999: Digi 001 con Pro Tools LE(Limited Edition) - tarjeta de sonido con software de edición liviana de Pro Tools, procesamiento en RTAS.
- 2000: Pro Tools Free - versión gratuita de Pro Tools limitada a 8 pistas de audio y 48 pistas midi, con soporte RTAS.
- 2001: Pro Tools 5.1 - la versión TDM añade mezcla multicanal, Beat Detective.
- 2001: Control 24 - superficie de control/interfaz con previos Focusrite.
- 2002: Pro Tools|HD, soporta audio de 96 kHz y 192 kHz HD.
- 2003: Mbox y Digi 002 - interfaces.
- 2003: Pro Tools|HD Accel system - DSP adicional añadida y mejora de procesamiento.
- 2003: Pro Tools 6.0 - soporte para Mac OS X
- 2004: ICON D-Control - superficie de control para Pro Tools con tarjetas HD (o superior).
- 2005: VENUE - Pro Tools para sonido en vivo/directo.
- 2005: Mbox 2, Pro Tools M-Powered(agosto)
- 2005: Pro Tools 7.0(noviembre)
- 2005: Pro Tools 7.1(diciembre), soporte para Apple PCIe G5
- 2005: Avid acquiere Wizoo y anuncia la creación de Advanced Instrument Research (AIR) como desarrollador de instrumentos virtuales y plugins para Pro Tools.
- 2006: Pro Tools 7.2', 7.3 - soporte para Mac basados en procesadores Intel.
- 2006: Mbox 2 Pro, Mbox 2 Mini.
- 2007-02: 003 y 003 Rack.
- 2007: Mbox 2 Micro.
- 2007-11: Pro Tools 7.4 - Elastic Audio.
- 2008-12: Pro Tools 8 - Elastic Pitch, Score Editor, MIDI Editor, AIR plug-ins.
- 2008: 003 Rack + - versión de la 003 con 8 previos de micro en lugar de 4.
- 2009: Pro Tools Essential - versión limitada orientada a primerizos.
- 2009: "Eleven Rack" - procesador de efectos de guitarra con Pro Tools LE DSP.
- 2010:Pro Tools Mbox, Mini, Pro - Tercera generación, la primera que incluye el logo de Avid tras la transición de marca.
- 2010: Pro Tools HD 8.1, Instrument Expansion Pack, Pro Tools HD Series Interfaces - I/O, OMNI, MADI, SYNC HD y PRE.
- 2010: Pro Tools HD Native - tarjeta interna sin DSP para conectar al hardware externo. Funciona con Pro Tools HD pero no puede hacer funcionar los plugins TDM.
- 2010-11: Pro Tools 9 - independencia del hardware, línea LE descontinuada.
- 2011: Pro Tools 10 / HD - Caché de disco extendida (Extended Disk Caching) que hace que se pueda cargar en la RAM del equipo.
- 2011: Pro Tools HDX - tarjeta interna/interfaz; sucesora de la serie "Accel".
- 2015: Pro Tools 12 - AVID reinterpreta el mantra "Pro Tools es uno de los estándares de la industria".